# Propsteikirche St. Trinitatis (1982)

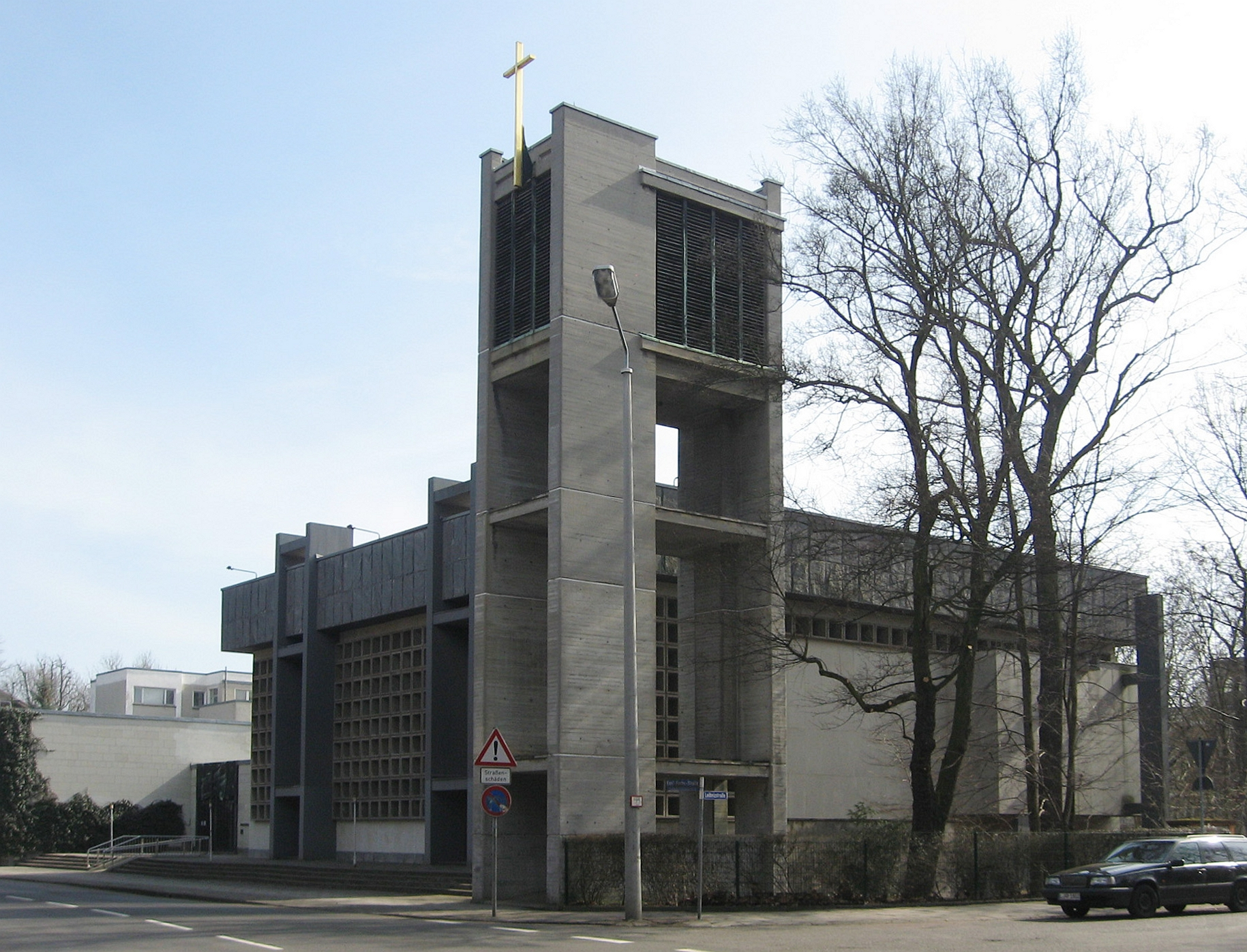
Trinitatiskirche (2010)

Die Propsteikirche St. Trinitatis war die römisch-katholische Pfarrkirche in Leipzig. 1982 wurde sie geweiht, 2018 abgerissen.

## Alte Trinitatiskirche

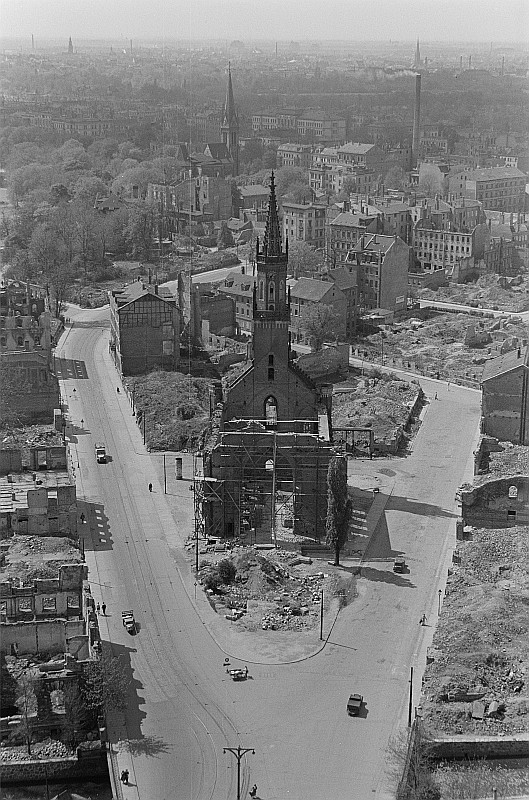
Ruine der Alten Trinitatiskirche (1950)

Seit der Erhebung der Leipziger Innenstadtpfarrei zur Propstei durch Bischof Christian Schreiber am 27. Juli 1923 trugen nacheinander drei verschiedene Kirchengebäude diesen Namen.
Die erste Propsteikirche war die 1847 geweihte Alte Trinitatiskirche. Sie stand zentral in der Rudolphstraße an der Südwestecke des Innenstadtrings. 1943 und 1944 wurde sie durch zwei Bombenangriffe stark beschädigt und 1954 gesprengt.

## Propsteigemeinde in der Nachkriegszeit
Von 1943 bis 1945 fand die Propsteigemeinde, die durch die Luftangriffe nicht nur ihre Kirche, sondern auch ihr Pfarrhaus und das ersatzweise für Messen notdürftig hergerichtete Kolpinghaus verlor, gastweise in der Thomaskirche Heimat. Ab dem 5. Mai 1946 wurden die Gottesdienste in der Universitätskirche gefeiert, nach deren Sprengung durch den Staat im Jahr 1968 in der Lutherkirche, später in der Peterskirche. Der Propsteichor durfte in der Nikolaikirche proben und auftreten. Das tat er auch noch nach Fertigstellung der zweiten Propsteikirche 1982.
Im ersten Nachkriegsjahrzehnt bestand die Hoffnung, am alten Standort eine neue, große Propsteikirche für die durch die Ostvertreibungen gewachsene Gemeinde bauen zu können. Dafür ließ die Propsteigemeinde die Ruine ihrer alten Kirche, die für einen späteren Wiederaufbau bereits gesichert war, 1954 sprengen. Die Propsteigemeinde stellte einen Bauantrag, der nach anfänglich zögernd und mit vielen Änderungswünschen erteilter Genehmigung durch den Rat der Stadt im Jahr 1958 doch endgültig abgelehnt wurde. Sogar eine Eingabe der Gemeinde von Februar 1955 an den in Leipzig geborenen Walter Ulbricht, die eine Woche später mit dessen Zusage zu einem Ersatzgrundstück beantwortet wurde, führte nicht zu einem dauerhaften Erfolg, da die Stadt dagegen intervenierte. Weitere eineinhalb Jahrzehnte vergingen mit erfolglosen Verhandlungen über einen neuen Bauplatz. 1972/73 erklärte der Rat des Bezirkes Leipzig die Verhandlungen über einen katholischen Kirchenneubau in Leipzig als „nutzlos“ und für endgültig beendet.
Nachdem die Gemeinde die Nutzung des Grundstücks an der Rudolphstraße am 7. Juli 1975 erneut beantragte, fanden Gespräche zwischen der Leitung des Bistums Meißen mit dem Außenhandelsministerium über einen Neubau statt, in deren Verlauf besonders die Devisenfinanzierung des Kirchbaus Thema war. Im Anschluss an diese Gespräche stellte der Leipziger Rat 1976 auf Anweisung des Ministeriums der Propsteigemeinde ein Grundstück an der Emil-Fuchs-Straße 5 – 7 am Rosental, weit vom Innenstadtkern entfernt, als Bauplatz zur Verfügung. Als Gegenleistung erhielt die Stadt bislang kircheneigene Grundstücke an der Rudolphstraße sowie an der Friedrich-Ebert-Straße. Bis zum Beginn der Bauarbeiten vergingen weitere drei Jahre. Finanziert wurde die neue Trinitatiskirche mit Pfarrzentrum (7 Millionen DM) in einem Kirchenbauprogramm in der DDR vom Bonifatiuswerk aus Spenden westdeutscher Katholiken. Die Mittel für die Inneneinrichtung brachte die Gemeinde selbst auf. Am 21. November 1982 weihte Bischof Gerhard Schaffran die Kirche.

## Propsteikirche von 1982

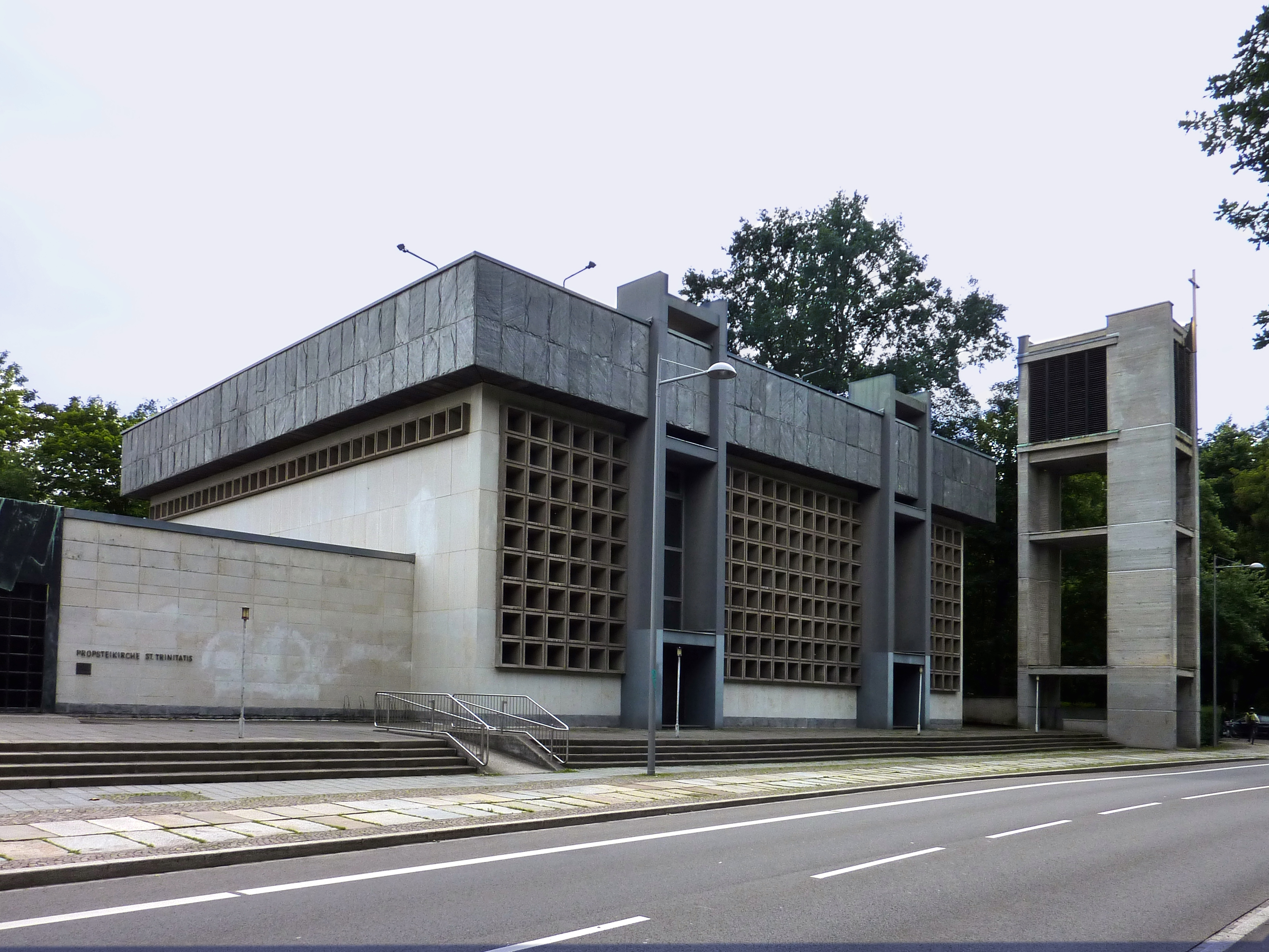
Propsteikirche St. Trinitatis (2013)

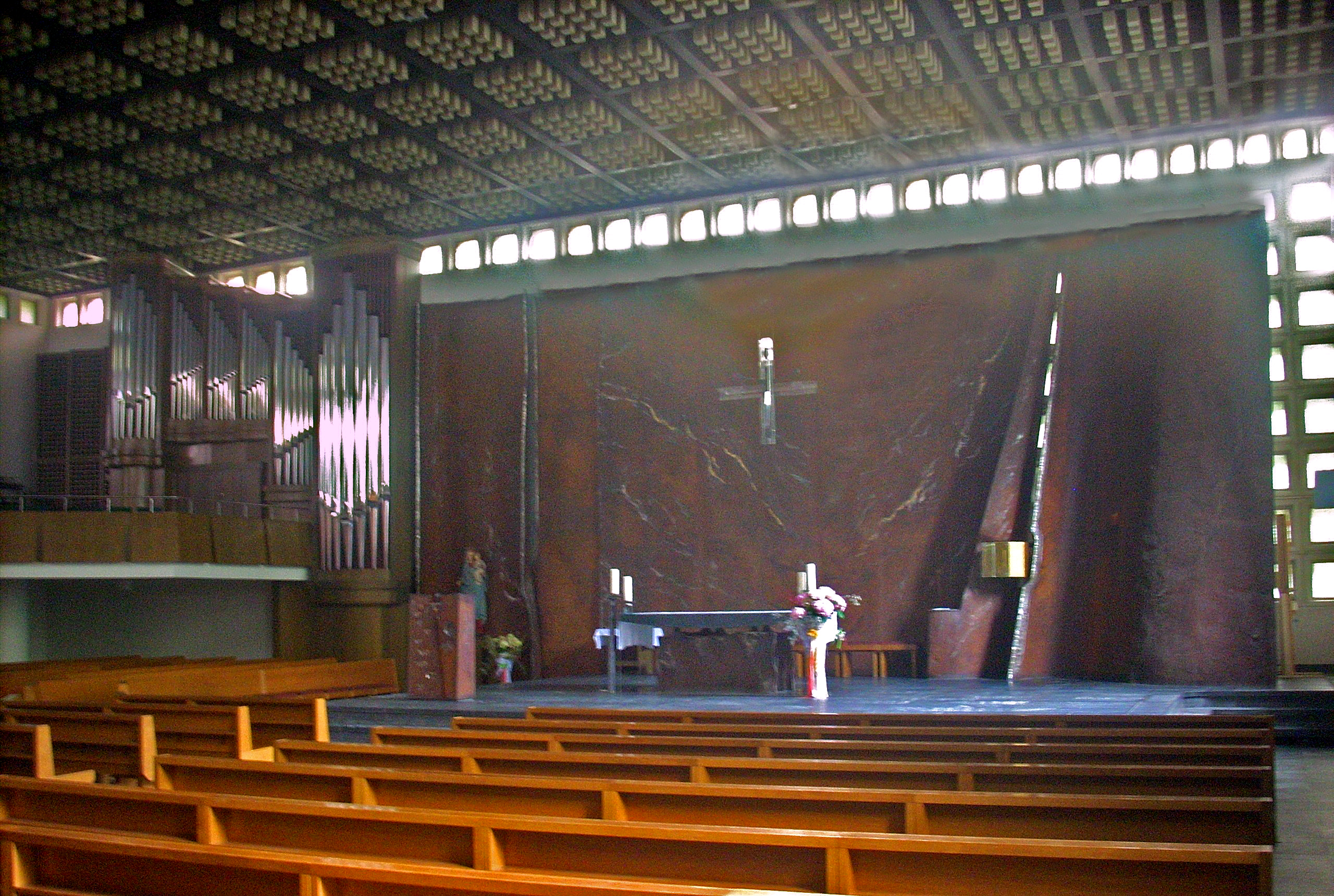
Innenraum der Propsteikirche von 1982

Die neue Trinitatiskirche und das Pfarrzentrum am Rosental wurden von der Bauakademie der DDR entworfen, leitender Architekt war Udo Schultz. Sie war ein beispielhaftes Zeugnis für einen Sakralbau der DDR-Architektur in den 1980er Jahren. Generalunternehmer war das Bau- und Montagekombinat Süd.
Das Interesse des Staates zielte auf Randlage, unsakrale Erscheinung und hohe, in D-Mark zu begleichende Materialkosten. So entstand ein quadratischer, flach gedeckter Bau aus Stahl und Sichtbeton mit dem 18 Meter hohen freistehenden, offenen Glockenturm. Der nüchterne Innenraum hatte den Charakter einer Halle. Das Bauprojekt gehörte zu einem der Kirchenbauprogramme in der DDR. Die tatsächlichen Bau-Kosten betrugen sieben Millionen D-Mark.

### Ausstattung
Mit der Innenausstattung der Kirche nach theologisch-liturgischen Vorgaben wurde der Berliner Bildhauer und Metallkünstler Achim Kühn beauftragt. Die hinter dem Altar angeordnete Wand aus angerostetem, gefaltetem Stahlblech sollte das „Zelt Gottes“ symbolisieren.

#### Orgel
Die Orgel von St. Trinitatis sollte als Teil der Verkündigung wirken und wurde deshalb in Altarnähe und in Verlängerung der Stahlblechwand aufgestellt, ein Muster, das auch im 2015 geweihten Nachfolgebau zu finden ist. Sie ist das Opus 546 vom VEB Potsdamer Schuke-Orgelbau. Das 1987 gebaute und unter Mitwirkung des damaligen Propsteikantors Kurt Grahl disponierte Schleifladen-Instrument hatte 36 Register (2410 Pfeifen) auf zwei Manualen (12 Register im Hauptwerk, 13 Register im Schwellwerk) und 11 Register im Pedal. Die Spiel- und Registertrakturen waren mechanisch. Vandalen machten sie 2016 unbrauchbar.

#### Glocken
Im Turm von St. Trinitatis hingen vier Bronzeglocken, die 1981 vom Glockengießermeister Franz Peter Schilling in Apolda gegossen und am Pfingstmontag 1982 geweiht wurden.
| Nr. | Name / Inschrift        | Gussjahr | Gießer/Ort              | Durchmesser (mm) | Gewicht (kg) | Nominal |
| --- | ----------------------- | -------- | ----------------------- | ---------------- | ------------ | ------- |
| 1   | Pax vobis 1847–1981     | 1981     | F. P. Schilling, Apolda | 1400             | ~1800        | d1      |
| 2   | Sursum corda 1847–1981  | 1981     | F. P. Schilling, Apolda | 1150             | 950          | f1      |
| 3   | Deo gratias 1847–1981   | 1981     | F. P. Schilling, Apolda | 1030             | 660          | g1      |
| 4   | Ecce Dominus venit 1981 | 1981     | F. P. Schilling, Apolda | 900              | ~500         | a1      |

Weiterhin war eine 240 Kilogramm schwere Bronzeglocke mit dem Schlagton c2 aus der ersten Propsteikirche im Foyer der Kirche von 1982 nicht läutend aufgestellt. Die Glockengießerei Grüninger hatte sie 1937 gegossen. Die Glocke war dem Einschmelzen für die Rüstungsindustrie entgangen und hatte auch die Luftangriffe von 1943/44 überstanden, wurde allerdings 2016 von Metalldieben zerstört.

### Bauschäden und Abriss

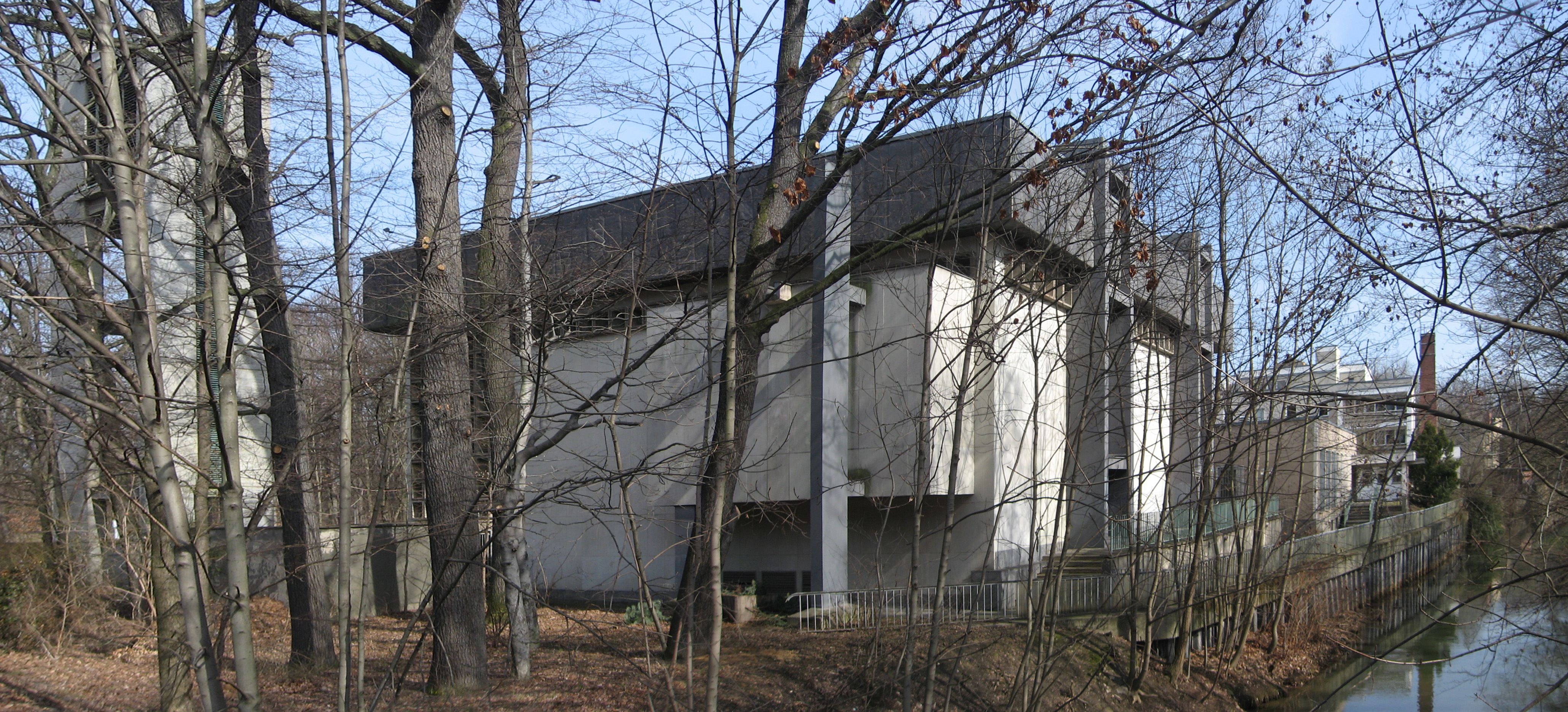
Propsteikirche (von der Brücke über den Elstermühlgraben aus gesehen)

Bereits 1983 drang nach einem Wolkenbruch Wasser in die Keller ein, 20 Jahre nach der Fertigstellung wies die nur wenige Meter neben dem Elstermühlgraben stehende Propsteikirche schwere Schäden auf. Es zeigte sich, dass das hydrologische Gutachten über den Baugrund fehlerhaft war. Der weiche und wasserhaltige Boden war zu wenig tragfähig, die Gründungen hätten tiefer reichen müssen. Zudem staute sich das Wasser unter der Kirche, weil es von der in Richtung Elstermühlgraben eingerammten Spundwand am Abfließen gehindert wurde. Besonders das Fundament war durch Grundwasserströme unter der Kirche, die laut Gutachten nicht vorhanden sein sollten, und durch Baumängel geschädigt, sodass Setzungen und große Risse auftraten. Das Bohren von sieben Brunnen, um das Eindringen von Wasser zu stoppen, sowie das Legen einer Drainage-Ringleitung blieben ohne dauerhaften Erfolg. Das Dach war an vielen Stellen undicht und musste gleich nach der politischen Wende sowie 2005 nach einem Unwetter saniert werden. Die Kosten einer dauerhaften Sanierung wären denen eines Neubaus nahegekommen. Es gibt jedoch Vermutungen, dass die in einem von Bischof Reinelt 2008 in Auftrag gegebenem Gutachten ermittelten Sanierungskosten von 4,5 Mio. Euro absichtlich großzügig angegeben wurden, um eine Sanierung der an einem von der Gemeinde ungeliebten, vom Stadtzentrum weit entfernten Standort befindlichen Kirche zu vermeiden. Ein anderes Gutachten ging dagegen von lediglich 500.000 Euro aus.
Die Entweihung der Kirche wurde am 3. Mai 2015 mit der Messe zur Profanierung von Propst Gregor Giele vollzogen.
Im Juni 2015 wurde der DDR-Bau unter Denkmalschutz gestellt. Der Schutz umfasst das Kirchengebäude sowie den Gesamtkomplex und die Innengestaltung. Es wurde erwogen, die gut erhaltene Orgel für die neue Propsteikirche zu nutzen; Bischof Reinelt entschied jedoch, eine neue Orgel in Auftrag zu geben.
Das Grundstück mit dem denkmalgeschützten Sakralbau-Ensemble hatte eine Größe von 5.000 Quadratmetern. Aufgrund seiner hochpreisigen Lage in Leipzig war es im Jahr 2015 nach Einschätzung von Experten mehrere Millionen Euro wert.
Am 16. September 2016 wurde entdeckt, dass Metalldiebe die Grüninger-Glocke, 17 Prospektpfeifen, den Osterleuchter, Heizkörper und Türgriffe etwa eine Woche zuvor gestohlen hatten. Ein Metallhändler, dem die in zwei Teile zerschnittene Glocke angeboten wurde, informierte die Polizei. Die Diebe wurden ermittelt und die beiden Hälften der Glocke mit Ausnahme der Krone, die die Diebe abgetrennt hatten, sichergestellt. Beim Einbruch war zudem ein Totalschaden durch Vandalismus an der Schuke-Orgel, für die es bereits zwei Kaufinteressenten gab, entstanden.
2017 verkaufte die katholische Propsteigemeinde das Gebäude und das Grundstück an ein Leipziger Immobilienunternehmen. Trotz Denkmalschutz erteilte die Stadt Leipzig dem neuen Besitzer im Juni 2017 wegen „der wirtschaftlichen Unzumutbarkeit der Erhaltung“ eine Abrissgenehmigung. Zu den Auflagen dieser Genehmigung gehörte unter anderem, den Glockenturm zu erhalten.
Am 28. November 2017 wurden die vier Glocken dem Turm entnommen und die „Sursum corda“ sowie die „Deo gratias“ später in das Geläut der neuen Propsteikirche integriert. Auch die Grüninger-Glocke sollte ins Geläut der Nachfolgekirche übernommen werden, was jedoch zuerst an der für diese Glocke ungeeigneten Resonanzfrequenz des Turmes der Kirche von 2015 scheiterte. Nachdem die Grüninger-Glocke dann an einer anderen Stelle in der neuen Kirche aufgehängt werden sollte, machten die Diebe diesen Plan zunichte.
Im Januar und Februar 2018 wurde das Kirchengebäude, mit Ausnahme des Turmes, abgerissen.

## Neue Propsteikirche (2015)
Am 9. Mai 2015 wurde in der Leipziger Innenstadt gegenüber dem Neuen Rathaus am Martin-Luther-Ring eine neue Propsteikirche geweiht.
Den Ausschlag für einen Neubau gaben die Randlage und insbesondere der Bauzustand der Propsteikirche von 1982. Die Propsteigemeinde erwarb von der Stadt Leipzig ein dreieckig zugeschnittenes unbebautes Gelände gegenüber dem Neuen Rathaus, in Sichtweite des Standorts der Alten Trinitatiskirche von 1847. Nach einem besonders unter Nachhaltigkeitsgesichtspunkten entwickelten Architektenwettbewerb fiel am 7. Dezember 2009 die Entscheidung für den Entwurf des Leipziger Büros Schulz und Schulz Architekten.

Modell der Neuen Propsteikirche (2010)
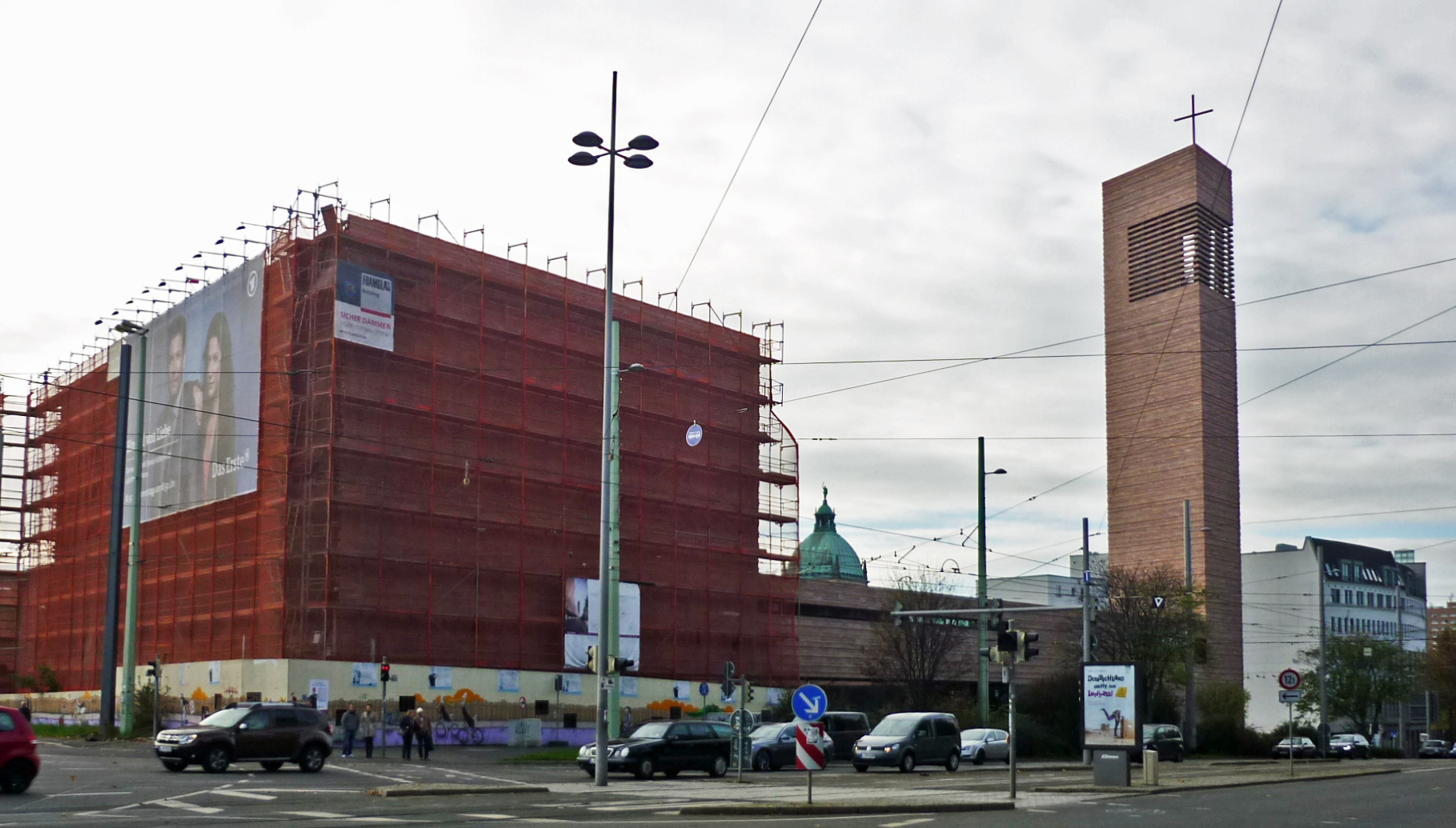
Neue Propsteikirche im Bau (2014)
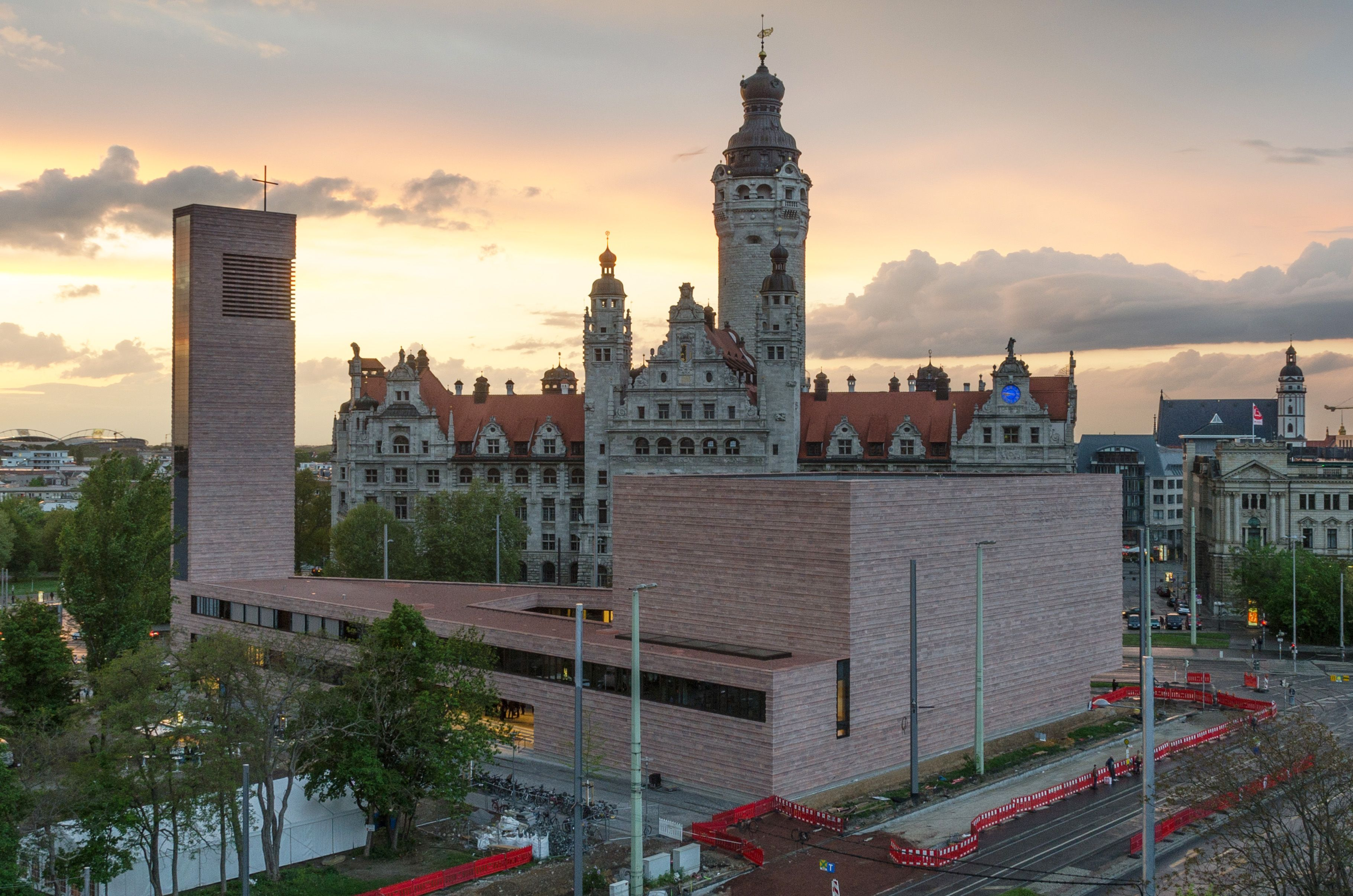
Neue Propsteikirche am Tag der Weihe (2015)